# MC Ediciones
MC Ediciones és una editorial amb seu a Barcelona que fou fundada el 1985 amb l'inicial interès d'editar revistes sobre música. Adquirí la revista alemanya de patrons de roba Burda. També edita la revista oficial de Sony sobre videojocs de les consoles PlayStation.
El 2008 adquirí la revista Qué leer de l'editorial Hachette Fipipacchi.
El 2009 adquirí els drets de Penthouse.
El 2011 comprà la revista La Caza y su Mundo a Propuesta Gráfica.
El 2012 declarà voluntàriament un concurs de creditors perquè l'empresa distribuïdora de les revistes que editava (Coedis) no podia pagar-li i es declarà en concurs de creditors. En eixe moment MC Ediciones editava unes setanta revistes, entre les quals destaquen FHM, Metal Hammer i Penthouse.
El 2013 després d'un any sense ser publicat va rellançar Casa y Jardín,, Vivir en el campo, Clásicos Exclusivos, Cocina Vegetariana, Rutas del Mundo i Las recetas de la abuela. També va signar un acord amb la plataforma Kiosco y Más perquè es poguera llegir les seues publicacions als smartphones.